# Ludvik II. Italijanski
Ludvik II. Italijanski, kralj Italije (od 839/40), cesar Svetega rimskega cesarstva (od 855), * 825, † 12. avgust 875, pri Brescii.
Ludvik je bil najstarejši sin Lotarja I., ki ga je leta 839/40 dal kronati za kralja Italije. Od 6. aprila 850 je bil skupaj z očetom socesar, po njegovem odstopu je zavladal v Italiji, cesarska krona pa je v času njegovega vladanja postala le formalni naslov, brez realne moči.
Ker je imel le dve hčeri, je z njegovo smrtjo izumrla italijanska veja Karolingov, cesarski naslov pa je prešel na zahodnofrankovskega kralja Karla Plešastega.